# 타임머신 (소설)

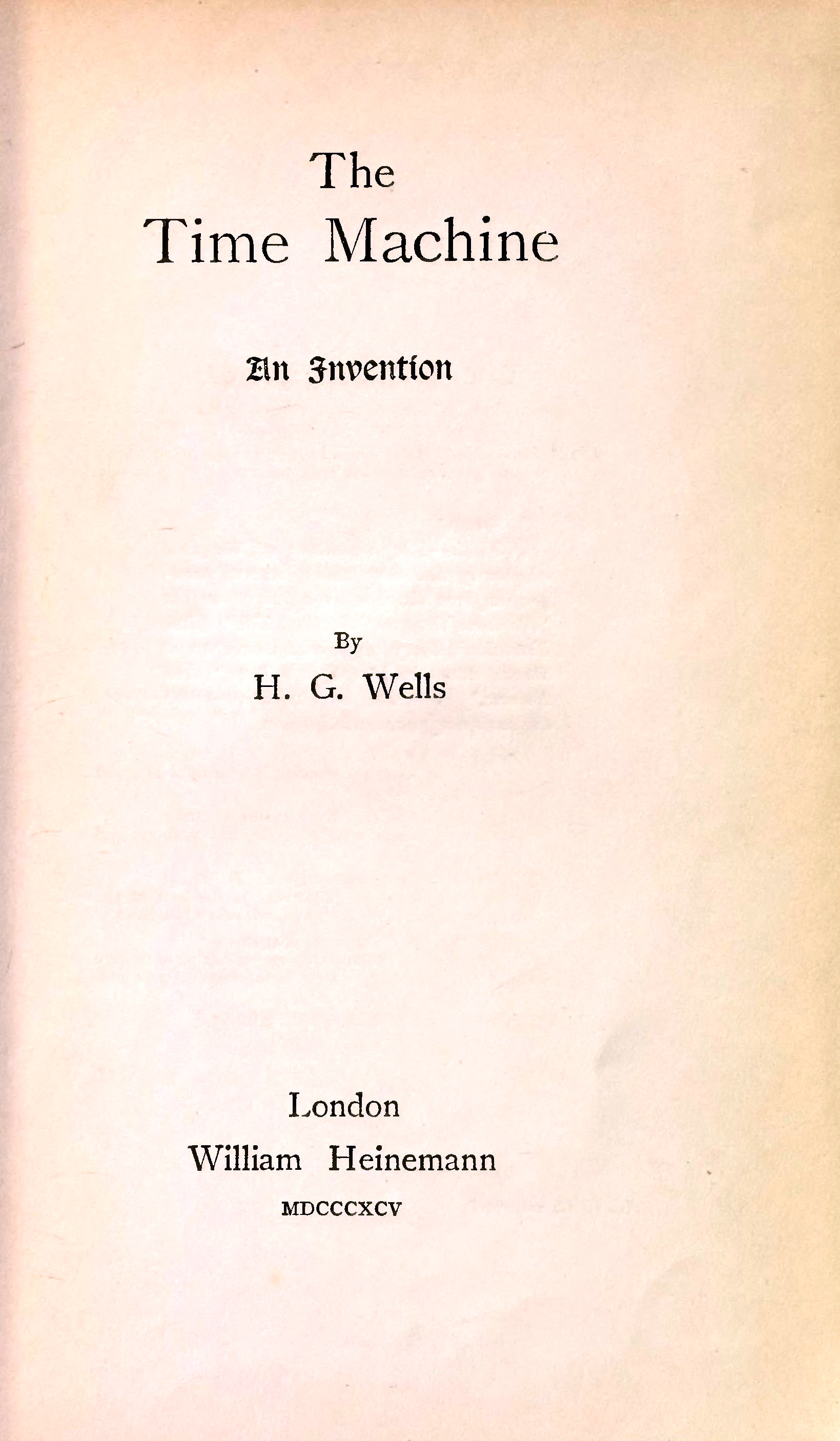

타임 머신(The Time Machine)은 영국의 H. G. 웰스가 쓴 과학 소설이다. 1895년에 간행되었다. 과학 소설이나 영화에 자주 등장하는 시간여행의 개념이 대중에 소개되었다.

## 줄거리
타임머신은 과거·미래를 자유로이 오갈 수 있는 기계장치로, 타임머신을 발명한 주인공은 시간여행 끝에 80만 2701년의 세계에 도착한다. 그곳의 인류는 지성, 힘, 덕성으로 해결할 수 있는 모든 문제를 해결한 뒤 서서히 퇴화한, 아름답고 화려한 엘로이인과 지하에서 기계를 조작하며 엘로이인들을 잡아먹으며 사는 몰록(노동자의 후손)으로 나뉘어 있었으며 성별이 없었다. 시간 여행자는 몰록에게 타임머신을 도둑맞고 엘로이의 딸 위나와 함께 그들과 싸우지만 그녀가 죽자 혼자서 타임머신을 되찾아 미래로의 여행을 계속한다. 그곳에는 커다란 탁자만한 게, 이끼, 회색 개구리 인간들 외에는 생명체가 없었다. 그는 3000만년 후로 가 보았다. 그곳에는 위협적인 불그스름한 게 비슷한 생명체가 이끼로 뒤덮힌 선홍색 해변에서 거대한 나비들을 추적하고 있었다. 시간 여행자는 다시 현재로 돌아온다. 그러나 그는 또다시 미래로 떠나 돌아오지 않는다는 내용이다. 이 소설이 만들어진 후, 여러 가지 과학 소설이 많이 나왔다.

## 같이 보기
- 시간여행물
- 소프트 SF
- 인간 절멸
- 게화